# Fusarium avenaceum
Fusarium avenaceum (ongeslachtelijke fase) is een schimmel uit het geslacht Fusarium.  De geslachtelijke fase wordt Gibberella avenacea genoemd. Fusarium avenaceum komt wereldwijd voor in de gematigde gebieden en leeft voornamelijk als saprofiet in de bodem, maar kan ook parasitair voorkomen op peulvruchten, kruidnagel en verschillende andere vaste planten. Het is ook een plantenziekte van verschillende granen zoals tarwe en gerst. De soort is gevoelig voor vervuiling met zwaveldioxide.
De sporodochia zijn lichtoranje en worden vooral gevormd op de voedingsbodem CLA-agar (anjerblad-agar). De dunwandige macroconidiën zijn recht of licht gebogen, 50 tot 70 µm lang en meestal vijf keer, maar soms drie tot vier keer gesepteerd. De apicale cel loopt taps toe, maar kan ook gebogen zijn. De basale cel is meestal voorzien van een inkeping. De één tot twee gesepteerde microconidia zijn spoelvormig en worden alleen door sommige stammen geproduceerd en zelfs dan vrij zeldzaam.
Er wordt op CLA-agar geen chlamydosporen geproduceerd. Op aardappel-dextrose-agar vormt Fusarium avenaceum een overvloedige mycelium, die in kleur kan variëren van wit tot lichtgeel en grijs-roze. De pigmenten in de agar zijn grijsroze tot bordeauxrood, maar kunnen bruinachtig lijken vanwege de lichtreflectie van de sporenmassa. Een kolonie is zeer variabel van vorm met veel of heel weinig luchtmycelium.

## Toxicologie
Fijn gewreven culturen van Fusarium avenaceum zijn giftig voor kippen en muizen en dermotoxisch voor konijnen. Fusarium avenaceum kan mycotoxinen, zoals desoxynivalenol, beauvericin, fusarin C, moniliformin, enniatinen, antibiotisch Y, 2-amino-14,16-dimethyloctadecan-3-ol (2-AOD-3-ol), chlamydosporol, aurofusarin en fusaristatin A produceren.

## Genoom
Het genoom is 41,6–43,1 Mbp groot met 13.217–13.445 voorspelde eiwitcoderende genen.